# Кемпа (Шамотульський повіт)
Кемпа (пол. Kępa) — село в Польщі, у гміні Шамотули Шамотульського повіту Великопольського воєводства.
Населення — 256 осіб (2011).
У 1975—1998 роках село належало до Познанського воєводства.

## Демографія
Демографічна структура станом на 31 березня 2011 року:
|          | Загалом | Допрацездатний вік | Працездатний вік | Постпрацездатний вік |
| -------- | ------- | ------------------ | ---------------- | -------------------- |
| Чоловіки | 139     | 34                 | 94               | 11                   |
| Жінки    | 117     | 24                 | 75               | 18                   |
| Разом    | 256     | 58                 | 169              | 29                   |